# Sgourokefáli
Sgourokefáli, en grec moderne : Σγουροκεφάλι, est un village du dème de Chersónissos, dans le district régional de Héraklion, de la Crète, en Grèce. Selon le recensement de 2001, la population de Sgourokefáli compte 150 habitants. Il est situé à une altitude de 330 m.